# Antonio Ferro
Antonio Ferro (17 marzo 1896 – Avellaneda, 18 ottobre 1937) è stato un calciatore argentino, di ruolo difensore.

## Caratteristiche tecniche
Giocava come difensore destro o sinistro.

## Carriera
Tra il 1914 e il 1924 ha militato nell'Independiente.
Con la nazionale argentina ha preso parte ad 8 gare tra il 1917 e il 1918.